# كارل أبيل
كارل أبيل (بالألمانية: Carl Abel)‏ هو صحفي ألماني، ولد في 25 نوفمبر 1837 في برلين في ألمانيا، وتوفي في 26 نوفمبر 1906 في فيسبادن في ألمانيا.